# Albert G. Brown

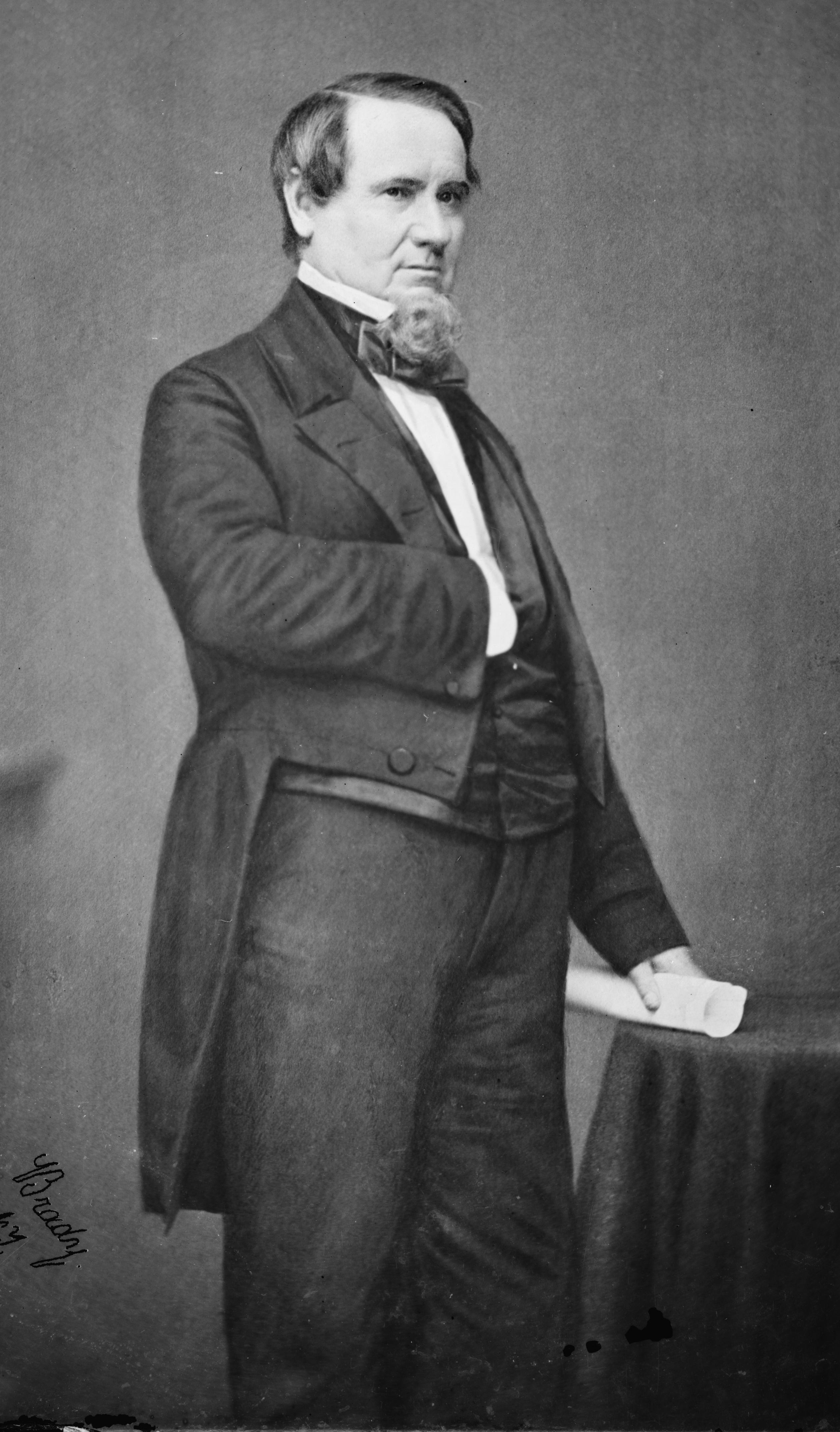
Albert G. Brown

Albert Gallatin Brown (* 31. Mai 1813 in Chester, Chester County, South Carolina; † 12. Juni 1880 in Terry, Mississippi) war ein US-amerikanischer Politiker und von 1844 bis 1848 Gouverneur des Bundesstaates Mississippi. Außerdem vertrat er seinen Staat in beiden Kammern des US-Kongresses.

## Frühe Jahre und politischer Aufstieg
Albert Brown kam im Jahr 1823 mit seinen Eltern in den Staat Mississippi, wo sich die Familie im Copiah County niederließ. Brown besuchte das Mississippi College in Clinton und das Jefferson College in Washington. Nach einem anschließenden Jurastudium und seiner im Jahr 1834 erfolgten Zulassung als Rechtsanwalt begann er in Gallatin in seinem neuen Beruf zu arbeiten.
Albert Brown wurde Mitglied der Demokratischen Partei. Zwischen 1835 und 1839 war er Abgeordneter im Repräsentantenhaus von Mississippi. Danach vertrat er zwischen dem 4. März 1839 und dem 3. März 1841 für eine Legislaturperiode seinen Staat im US-Repräsentantenhaus. Im Jahr 1840 verzichtete er auf eine erneute Kandidatur. Zwischen 1842 und 1843 war er Richter an einem Obergericht in Mississippi.

## Gouverneur von Mississippi
Am 6. November 1843 wurde Albert Brown zum Gouverneur seines Staates gewählt. Er trat sein neues Amt am 10. Januar 1844 an und konnte es nach einer Wiederwahl im Jahr 1845 bis zum 10. Januar 1848 ausüben. In seiner Amtszeit wurde die University of Mississippi gegründet. Die Einführung eines landesweiten Schulsystems scheiterte am Widerstand seiner Gegner. Damals waren sowohl der Staat Mississippi als auch seine eigene Partei tief zerstritten wegen zweier Bankenzusammenbrüche, die sich wenige Jahre vor Browns Amtsantritt ereignet und die Staatsverschuldung in die Höhe getrieben hatten. Die Tatsache, dass die Regierung von Mississippi die durch die Union Bank verkauften Staatsanleihen nicht zurücknahm, hatte viele Menschen verbittert. Es gelang ihm, versöhnlich einzugreifen und die Gräben teilweise zu überwinden. Ebenfalls in seiner Amtszeit fand der Mexikanisch-Amerikanische Krieg statt, zu dem auch der Staat Mississippi seinen Beitrag leisten musste.

## Abgeordneter und US-Senator
Nach dem Ende seiner Gouverneurszeit wurde Brown für drei weitere Legislaturperioden in das US-Repräsentantenhaus gewählt. Dieses Mandat übte er zwischen dem 4. März 1847 und dem 3. März 1853 aus. Im Jahr 1854 wurde er als Class-2-Senator Nachfolger von Walker Brooke im US-Senat. Dieses Mandat übte er zwischen dem 7. Januar 1854 und dem 12. Januar 1861 aus. Zeitweise war er Vorsitzender des Ausschusses, der sich mit der Verwaltung des Bundesdistrikts Washington D.C. befasste. Er war außerdem Mitglied des Committee on Enrolled Bills. Während dieser Zeit wurde er zu einem der Anführer der Südstaaten im Kongress. Er unterstützte die Positionen des Südens und trat für die Rechte der Einzelstaaten ein. Nachdem sein Staat die Union verlassen hatte, legte Brown sein Mandat im Senat nieder. Der Sitz blieb neun Jahre unbesetzt, bis dann mit Hiram Rhodes Revels wieder ein Politiker aus Mississippi in den Senat einzog.

## Brown während des Bürgerkriegs
Zu Beginn des Bürgerkriegs stellte er eine eigene Kompanie auf, die er als Hauptmann befehligte. Militärisch war er kurz in Virginia eingesetzt. Schon 1862 kehrte er aber wieder in die Politik zurück. Zwischen dem 18. Februar 1862 und dem 10. Mai 1865 war er Mitglied im Senat der Konföderierten Staaten. Nach der Einnahme der Stadt Vicksburg durch Truppen der Union und der gleichzeitigen Niederlage der Südstaatenarmee in der Schlacht von Gettysburg war Brown einer der ersten und wenigen Politiker des Südens, die die militärische Niederlage erkannten. Er drängte auf den Abschluss eines Friedensvertrags mit den Nordstaaten. Damit fand er aber bei den führenden Politikern der Konföderation kein Gehör. So ging der Krieg noch zwei Jahre weiter und kostete auf beiden Seiten unzählige Opfer an Menschenleben.

## Weiterer Lebenslauf
Nach dem Krieg empfahl er seinen Landsleuten in Mississippi, sich mit der Niederlage abzufinden und die neue Situation, einschließlich der Emanzipation der früheren Sklaven, anzuerkennen. Brown zog sich dann aus der Politik zurück und arbeitete als Rechtsanwalt. Er starb im Juni 1880 und wurde in Jackson, der Hauptstadt Mississippis, beigesetzt. Albert Brown war zweimal verheiratet und hatte insgesamt zwei Kinder.
Nach ihm ist Brown County in Kansas benannt.